# Les Inséparables (film, 1965)
Pour plus de détails, voir Fiche technique et Distribution.
Les Inséparables (Marriage on the Rocks) est une comédie américaine de Jack Donohue sorti en 1965.

## Synopsis
Après dix-neuf ans de mariage, Valérie, la femme du bourreau de travail Dan Edwards, est frustrée. Plutôt que de s'occuper de ses besoins à la maison, Dan passe la plupart de son temps dans une agence de publicité qu'il dirige avec un vieil ami, Ernie Brewer, un célibataire décontracté et le commandant en second de Dan. Autrefois un vrai échangiste, Dan est devenu un ennui pour toute sa famille. En revanche, les enfants admirent l'excitant Oncle Ernie, qui est toujours là pour donner des conseils. Valérie aime qu'Ernie fasse des choses que son mari ne veut pas – danser avec elle, la complimenter, choisir même les cadeaux que Dan lui achète. À un moment donné, Val devient tellement impatiente qu'elle demande l'avis d'un avocat concernant le divorce. De retour au bureau, Ernie peut voir de quoi son meilleur ami est aveugle, alors il exhorte Dan à emmener sa femme pour une deuxième lune de miel au Mexique.
Une fois là-bas, dans un pays de mariages et de divorces rapides, Dan et Val se disputent devant le propriétaire Miguel Santos et, avant qu'ils ne le sachent, ils divorcent. Mais un Dan qui s'excuse se rachète et s'arrange pour qu'ils se remarient immédiatement. Cependant, une affaire urgente nécessite sa présence chez lui pour sauver le plus gros compte de son entreprise. Valérie reste au Mexique pour attendre le retour de Dan. Mais l'affaire se prolonge et Ernie doit se rendre au Mexique pour tout expliquer à Val, ignorant qu'elle a déjà mis en branle la cérémonie de mariage. Par erreur, elle se retrouve mariée à Ernie.
Une fois le choc passé, Ernie anticipe un divorce rapide, mais Val pense qu'elle pourrait apprécier le nouvel arrangement. Dan, marre d'eux deux, décide qu'il n'a pas vraiment le cœur brisé non plus. Il redécouvre les joies du célibat en cabriolant avec les copines sexy d'Ernie. Quant au pauvre Ernie, c'est maintenant à lui de diriger l'entreprise, ce qui fait de lui le même mari ennuyeux et inattentif qu'avait été sa première épouse. Finalement, cependant, tout s'arrange.

## Fiche technique
- Titre original : Marriage on the Rocks
- Titre français : Les Inséparables
- Réalisation : Jack Donohue, assisté de Richard Lang
- Scénario : Cy Howard d'après sa propre histoire Community Property
- Direction artistique : LeRoy Deane
- Décorateur de plateau : Arthur Krams et William L. Kuehl
- Costumes : Walter Plunkett
- Photographie : William H. Daniels
- Montage : Sam O'Steen
- Musique : Nelson Riddle
- Production : William H. Daniels
- Sociétés de production : A-C Productions, Sinatra Enterprises et Warner Bros.
- Sociétés de distribution : Warner Bros.
- Genre : Comédie
- Pays d'origine : États-Unis
- Format : Couleurs (Technicolor)- 35 mm - 2,20:1 (Panavision) - son : Mono (RCA Sound Recording)
- Durée : 109 minutes
- Dates de sortie :
  - États-Unis : 16 septembre 1965 (première)
  - États-Unis : 24 septembre 1965 (sortie nationale)
- Affiches : Raymond Elseviers (titre : Comment marier sa femme ?, Belgique ; Segunda Luna de Miel, Argentine), Jean Mascii (France)

## Distribution
- Frank Sinatra (VF : Roger Rudel) : Daniel « Dan » (Danny en VF) Edwards
- Deborah Kerr (VF : Jacqueline Porel) : Valerie Edwards
- Dean Martin (VF : Claude Bertrand) : Ernie (André en VF) Brewer
- Cesar Romero (VF : Jean-Henri Chambois) : Miguel Santos
- Hermione Baddeley (VF : Lita Recio) : MME MacPherson
- Tony Bill (VF : Jacques Bernard) : Jim Blake
- John McGiver (VF : Louis Arbessier) : Shad (Charles en VF) Nathan
- Nancy Sinatra : Tracy (Thérèse en VF) Edwards
- Davey Davison (VF : Arlette Thomas) : Lisa Sterling
- Michel Petit : David (Robert en VF) Edwards
- Trini Lopez : Lui-même
- Joi Lansing (VF : Michèle Montel) : Lola
- Darlene Lucht : Bunny
- Kathleen Freeman (VF : Marie Francey) : Miss Blight
- Flip Mark : Rollo (Roland en VF)
- DeForest Kelley (VF : Michel Gudin) : M. Turner
- Sigrid Valdis (VF : Michèle Bardollet) : Kitty

Acteurs non crédités :
- Byron Foulger (VF : Robert Le Béal) : M. Bruno
- Nacho Galindo : le maire
- Frank Gerstle (VF : Gérard Férat) : un collaborateur de l'agence de publicité
- Stanley Farrar (VF : Émile Duard) : un collaborateur de l'agence de publicité
- Karen Norris (VF : Paule Emanuele) : une collaboratrice de l'agence de publicité
- John J. Fox (VF : Michel Gudin) : la voix off du présentateur du match de boxe
- Roberto Contreras (VF : Gérard Hernandez) : l'assistant de Miguel Santos
- Joe Raciti (VF : Albert Augier) : le chauffeur de Taxi à Puerta Villa
- Louis Nicoletti (VF : Jean Berton) : le réceptionniste de la Casa Alegria
- Darlene Lucht (VF : Joëlle Janin) : Bunny
- Hedley Mattingly (VF : Raymond Loyer) : M. Smythe
- Parley Baer (VF : Lucien Bryonne) : Dr Newman
- Emilio Fernandez (VF : Jacques Dynam) : le docteur mexicain

## Autour du film
Une Ford Mustang 65 a été customisée pour le film par  George Barris, célèbre designer.

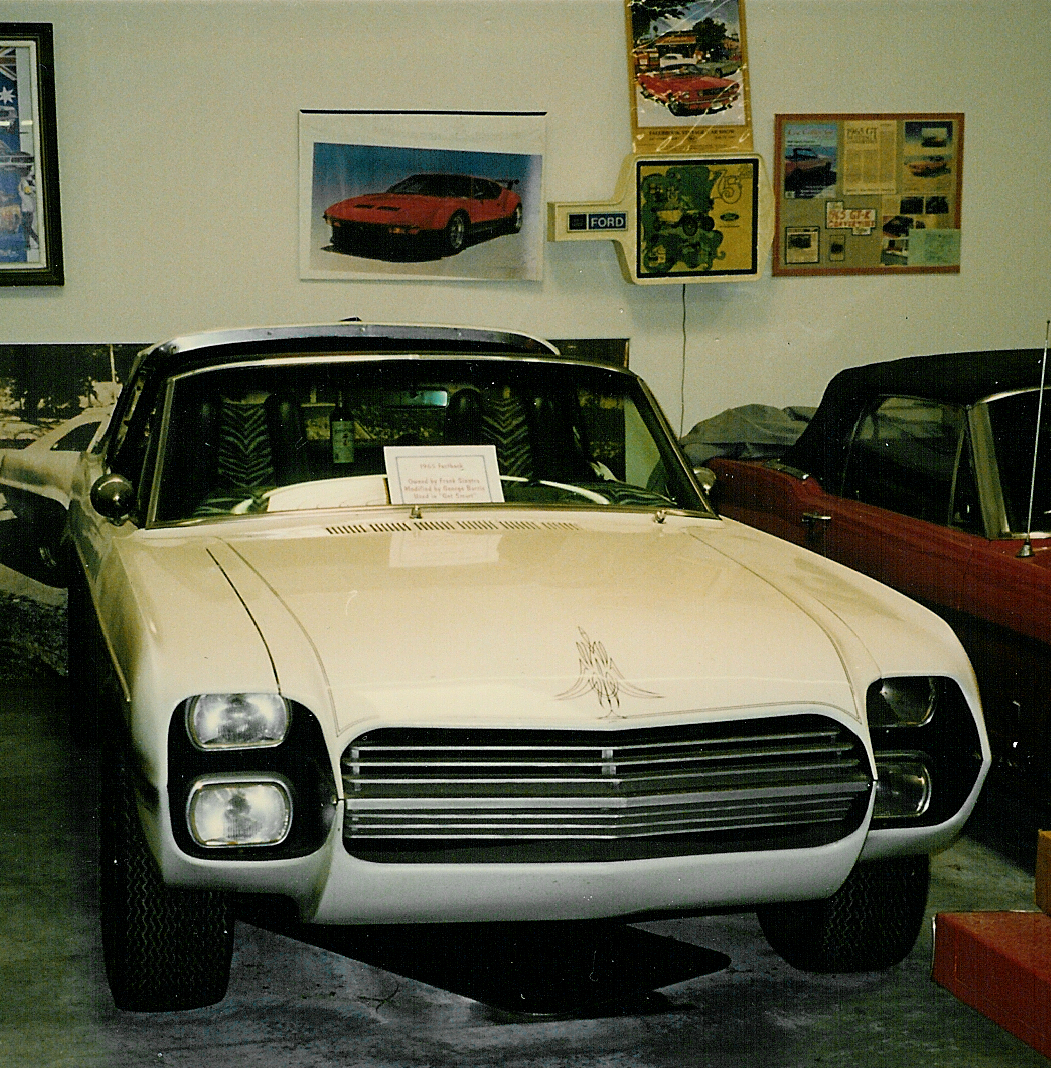
Mustang 65 customisée par George Barris